# Dracula (film din 2006)
Dracula este un film britanic de televiziune din 2006 produs de Granada Television, cu actorii Marc Warren (ca Dracula), David Suchet (ca Abraham Van Helsing) și Sophia Myles ca (Lady Holmwood/Lucy Westenra) în rolurile principale. Filmul este scris de Stewart Harcourt și regizat de Bill Eagles. Este bazat pe romanul Dracula de Bram Stoker. În 2006 a mai apărut un film cu Dracula, Bram Stoker's Dracula's Curse, produs de The Asylum.

## Distribuție
- Marc Warren - Contele Dracula
- David Suchet - Abraham Van Helsing
- Sophia Myles - Lady Holmwood/Lucy Westenra
- Stephanie Leonidas - Mina Murray
- Dan Stevens - Lord Holmwood
- Rafe Spall - Jonathan Harker
- Tom Burke - Dr. John Seward

## Vezi și
- Listă de filme britanice din 2006